# Martin Leuenberger
Martin Leuenberger (* 31. Mai 1973 in Uster) ist ein evangelischer Theologe.

## Leben
Von 1993 bis 2000 studierte er Theologie in Zürich und Tübingen. Von 2000 bis 2003 war er wissenschaftlicher Assistent an der Universität Zürich (Odil Hannes Steck/Konrad Schmid). Von 2001 bis 2009 leitete er das Reformierte StudentInnenhaus Moußonstraße in Zürich. Nach der Promotion 2003 zum Dr. theol. absolvierte er von 2003 bis 2004 das Vikariat am Grossmünster. Nach der Ordination 2004 zum Verbi Divini Minister (VDM) der Evangelisch-reformierten Landeskirche des Kantons Zürich war er von 2004 bis 2007 wissenschaftlicher Oberassistent an der Universität Zürich (Konrad Schmid); Habilitationsstipendium. 2006 war er Henri Frankfort-Fellow am Warburg Institute. Nach der Habilitation 2007 und Verleihung der Venia Legendi war er von 2007 bis 2008 Privatdozent an der Universität Zürich und Lehrstuhlvertreter an der Universität Fribourg. Von 2008 bis 2012 war er Professor für Altes Testament mit Zusatzschwerpunkt Biblische Archäologie an der Universität Münster. Seit 2012 lehrt er als Professor für Altes Testament an der Universität Tübingen.

## Werke (Auswahl)
- Konzeptionen des Königtums Gottes im Psalter. Untersuchungen zu Komposition und Redaktion der theokratischen Bücher IV - V im Psalter (= Abhandlungen zur Theologie des Alten und Neuen Testaments. Band 83). Theologischer Verlag, Zürich 2004, ISBN 3-290-17274-0 (zugleich Dissertation, Zürich 2003).
- Segen und Segenstheologien im alten Israel. Untersuchungen zu ihren religions- und theologiegeschichtlichen Konstellationen und Transformationen (= Abhandlungen zur Theologie des Alten und Neuen Testaments. Band 90). Theologischer Verlag, Zürich 2008, ISBN 3-290-17452-2 (zugleich Habilitationsschrift, Zürich 2007).
- «Ich bin Jhwh und keiner sonst». Der exklusive Monotheismus des Kyros-Orakels Jes 45,1-7 (= Stuttgarter Bibelstudien. Band 224). Katholisches Bibelwerk, Stuttgart 2010, ISBN 978-3-460-03244-6.
- Gott in Bewegung. Religions- und theologiegeschichtliche Beiträge zu Gottesvorstellungen im alten Israel (= Forschungen zum Alten Testament. Band 76). Mohr Siebeck, Tübingen 2011, ISBN 978-3-16-150781-6.
- Haggai (= Herders theologischer Kommentar zum Alten Testament). Herder, Freiburg im Breisgau/Basel/Wien 2015, ISBN 978-3-451-26852-6.
- Gott in Zion: Geschichte der Zionstheologien im alten Israel mit Schwerpunkten auf den Psalmen und dem Jesajabuch (= Forschungen zum Alten Testament. Band 81). Mohr Siebeck, Tübingen 2024, ISBN 978-3-16-163356-0.